# Флаг Охотского района
Флаг Охо́тского муниципального района Хабаровского края Российской Федерации — опознавательно-правовой знак, служащий официальным символом муниципального образования.
Флаг утверждён 26 августа 2005 года  и внесён в Государственный геральдический регистр Российской Федерации с присвоением регистрационного номера 2029.

## Описание
«Флаг Охотского района представляет собой голубое прямоугольное полотнище с соотношением ширины к длине 2:3, воспроизводящее композицию герба: вдоль нижнего края белая полоса, верхний край которой выполнен в форме волн бегущих в сторону свободного края (габаритная ширина полосы 3/10 ширины полотнища). Из-за полосы выходит красный круг, окружённый в два ряда половинками малых кругов того же цвета (все красные фигуры имеют жёлтую кайму); над кругом изображён жёлтый штандарт с орлом времён Екатерины II, древко которого положено поверх двух якорей накрест того же цвета».

## Символика
Вся композиция флага подчёркивает уникальную историю Охотского края:
— изображение якорей и Императорского штандарта показывает особую важность Охотской земли как отправного пункта многих морских Тихоокеанских экспедиций на протяжении нескольких столетий;
— волны указывают на расположение района в прибрежной территории и подчёркивают важность морских ресурсов в жизни местного населения;
— восходящее солнце аллегорически указывает на лучшие качества жителей района, которые одни из первых в нашей стране встречают рассвет — трудолюбие, радушие, оптимизм; в геральдике солнце-символ света, тепла и жизни.
Жёлтый цвет (золото) в геральдике символизирует богатство, стабильность, уважение, интеллект.
Белый цвет (серебро) — символ чистоты, совершенства, искренности, мира и взаимопонимания.
Голубой цвет — символ чести, благородства, возвышенных устремлений, а также водных просторов и чистого неба.
Красный цвет — символ мужества, силы, труда, красоты.
Чёрный цвет — символ мудрости, вечности, свободы.